# Honolulu
Honolulu este capitala statului Hawaii, Statele Unite ale Americii. Cu o populație de 377.000 locuitori, Honolulu este o importantă stațiune balneară și de agrement. Orașul este situat în golful Mamala de pe insula Oahu, a treia insulă ca mărime din arhipelag. Orașul își datorează numele așezării sale geografice avantajoase, „Honolulu” însemnând „locul protejat”.
Aviația americană își desfășoară activitatea în Baza Aeriană Hickam, iar marina în Pearl Harbor, deși în realitate tot vestul orașului Honolulu este folosit de infrastructura militară. În imediata apropiere a bazei aeriene se află aeroportul civil, care servește anual aproximativ 22.000.000 de pasageri. Între obiectivele militare și plajă se întinde centrul orașului.

## Personalități născute aici
- Hiram Bingham (1875 - 1956), academician, explorator american;
- Victoria Kaiulani (1875 - 1899), prințesă din Hawaii;
- Charles K.L. Davis (1925 - 1991), cântăreț de operă;
- James Shigeta (1929 - 2014), actor, cântăreț;
- Arthur Leigh Allen (1933 - 1992), criminal în serie;
- Bette Midler (n. 1945), cântăreață, actriță;
- Kevin S. Tenney (n. 1955), regizor, scenarist;
- Barack Obama (n. 1961), președinte al SUA;
- Nicole Kidman (n. 1967), actriță australiano-americană;
- Tia Carrere (n. 1967), cântăreață, actriță, fotomodel;
- Lauren Helen Graham (n. 1967), actriță;
- Timothy Olyphant (n. 1968), actor;
- Nicole Scherzinger (n. 1978), cântăreață, actriță;
- Maggie Q (n. 1979), actriță, fotomodel;
- Jason Momoa (n. 1979), actor;
- Janet Mock (n. 1983), scriitoare, prezentatoare TV;
- Bruno Mars (n. 1985), cântăreț, compozitor.